# FK Rabotnički Skoplje
FK Rabotnički (mak. ФК Работнички) je nogometni klub iz Skoplja, u Sjevernoj Makedoniji. Trenutno se natječe u Prvoj makedonskoj nogometnoj ligi.

## Povijest
FK Rabotnički je osnovan 1937. Većinom se tada natjecao u Drugoj ligi SFRJ. Samo dvije godine se natjecao u Prvoj ligi SFRJ. Nakon osamostaljenja Makedonije i osnutka Prve makedonske nogometne lige, Rabotnički se natjecao upravo u njoj. 
Od svog osnutka 1937. Rabotnički je uvijek bio među najboljim klubovima, te je bio dobar predstavnik makedonskog nogometa. Svoje najbolje godine klub je prolazio između 2001. i 2008., kada ga je preuzela poznata makedonska tvrtka Kometal. Tada je klub, u sezoni 2002./03., bio drugi u makedonskoj Prvoj ligi, a natjecao se i u tadašnjem Kupu UEFA (danas UEFA Europska liga). U sezoni 2004./05. klub je bio prvak države, te se natjecao u kvalifikacijama za UEFA Ligu prvaka. 2007./08. je bila najbolja sezona kluba, jer je tada osvojena dvostruka kruna: Makedonska liga i Makedonski kup. 
Kometal je 2008. prodao klub, a istovremeno su preuzeli FK Vardar. Ipak, i sljedeće godine Rabotnički je po drugi puta u povijesti osvojio Makedonski nogometni kup.
Dana 14. srpnja 2009. Rabotnički je odigrao utakmicu s Crusaders FC, iz Sjeverne Irske. Igrale su se kvalifikacije za UEFA Europsku ligu, 2. pretkolo. Prva utakmica je završila rezultatom 1:1. Druga uzvratna utakmica, završila je pobjedom Rabotničkog rezultatom 4:2. Rabotnički je u 3. pretkolu igrao s Odenseom, ali je ukupnim rezultatom iz obje utakmice, završio porazom Rabotničkog rezultatom 3:7.

## Vanjske poveznice
- Službena stranica  Arhivirana inačica izvorne stranice od 29. studenoga 2020. (Wayback Machine)